# Lovro Majer
Lovro Majer (pron. lǒːʋro mâjer; Zagabria, 17 gennaio 1998) è un calciatore croato, centrocampista del Wolfsburg e della nazionale croata.

## Caratteristiche tecniche
Trequartista mancino dotato di grande visione di gioco e di una notevole tecnica individuale, è abile nel fornire assist ai compagni; nonostante il fisico minuto riesce a recuperare molti palloni. Per le sue caratteristiche è stato paragonato al connazionale Luka Modrić.

## Carriera

### Club
Cresciuto nei settori giovanili di Dinamo Zagabria, Dubrava e Trnje, nel 2013 si trasferisce alla Lokomotiva Zagabria. Ha esordito in prima squadra il 30 giugno 2016, nella partita di andata del primo turno preliminare di Europa League vinta per 1-3 contro il FC Santa Coloma; in seguito si è subito affermato come titolare nel club croato.
Il 27 giugno 2018 viene acquistato dalla Dinamo Zagabria, decidendo di indossare la maglia numero 10 e legandosi con un quinquennale ai Modri.
Il 26 agosto 2021 passa a titolo definitivo al Rennes, con cui firma fino al 2026.

### Nazionale
Il 28 maggio 2017 ha debuttato con la nazionale maggiore, in occasione dell'amichevole vinta per 1-2 contro il Messico, sostituendo al 93º minuto Duje Čop. L'11 novembre 2021 va per la prima volta a segno con la casacca dei Vatreni realizzando una doppietta in occasione del successo per 1-7 in casa di Malta.
Il 9 novembre del 2022, viene inserito dal CT Zlatko Dalić nella lista dei convocati per i Mondiali di calcio in Qatar.

## Statistiche

### Presenze e reti nei club
Statistiche aggiornate al 23 maggio 2025.
| Stagione                   | Squadra                    | Campionato                 | Campionato | Campionato | Coppe nazionali | Coppe nazionali | Coppe nazionali | Coppe continentali | Coppe continentali | Coppe continentali | Altre coppe | Altre coppe | Altre coppe | Totale | Totale |
| Stagione                   | Squadra                    | Comp                       | Pres       | Reti       | Comp            | Pres            | Reti            | Comp               | Pres               | Reti               | Comp        | Pres        | Reti        | Pres   | Reti   |
| -------------------------- | -------------------------- | -------------------------- | ---------- | ---------- | --------------- | --------------- | --------------- | ------------------ | ------------------ | ------------------ | ----------- | ----------- | ----------- | ------ | ------ |
| 2016-2017                  | Lokomotiva Zagabria        | 1. HNL                     | 23         | 3          | CC              | 3               | 1               | UEL                | 2                  | 0                  | -           | -           | -           | 28     | 4      |
| 2017-2018                  | Lokomotiva Zagabria        | 1. HNL                     | 30         | 11         | CC              | 4               | 3               | -                  | -                  | -                  | -           | -           | -           | 34     | 14     |
| Totale Lokomotiva Zagabria | Totale Lokomotiva Zagabria | Totale Lokomotiva Zagabria | 53         | 14         |                 | 7               | 4               |                    | 2                  | 0                  |             | -           | -           | 62     | 18     |
| 2018-2019                  | Dinamo Zagabria            | 1. HNL                     | 10         | 1          | CC              | 0               | 0               | UCL+UEL            | 0+0                | 0                  | -           | -           | -           | 10     | 1      |
| 2019-2020                  | Dinamo Zagabria            | 1. HNL                     | 21         | 2          | CC              | 2               | 0               | UCL                | 4                  | 0                  | SC          | 1           | 0           | 28     | 2      |
| 2020-2021                  | Dinamo Zagabria            | 1. HNL                     | 31         | 7          | CC              | 3               | 2               | UCL+UEL            | 2+13               | 0+2                | -           | -           | -           | 49     | 11     |
| lug.-ago. 2021             | Dinamo Zagabria            | 1. HNL                     | 5          | 3          | CC              | -               | -               | UCL                | 8                  | 2                  | -           | -           | -           | 13     | 5      |
| Totale Dinamo Zagabria     | Totale Dinamo Zagabria     | Totale Dinamo Zagabria     | 67         | 13         |                 | 5               | 2               |                    | 27                 | 4                  |             | 1           | 0           | 100    | 19     |
| set. 2021-2022             | Rennes                     | L1                         | 29         | 6          | CF              | 2               | 0               | UECL               | 5                  | 0                  | -           | -           | -           | 36     | 6      |
| 2022-2023                  | Rennes                     | L1                         | 32         | 2          | CF              | 2               | 0               | UEL                | 8                  | 1                  | -           | -           | -           | 42     | 3      |
| ago. 2023                  | Rennes                     | L1                         | 1          | 0          | CF              | -               | -               | -                  | -                  | -                  | -           | -           | -           | 1      | 0      |
| Totale Rennes              | Totale Rennes              | Totale Rennes              | 62         | 8          |                 | 4               | 0               |                    | 13                 | 1                  |             | -           | -           | 79     | 9      |
| ago. 2023-2024             | Wolfsburg                  | BL                         | 32         | 5          | CG              | 2               | 0               | -                  | -                  | -                  | -           | -           | -           | 34     | 5      |
| 2024-2025                  | Wolfsburg                  | BL                         | 9          | 2          | CG              | 2               | 0               | -                  | -                  | -                  | -           | -           | -           | 11     | 2      |
| Totale Wolfsburg           | Totale Wolfsburg           | Totale Wolfsburg           | 41         | 7          |                 | 4               | 0               |                    | -                  | -                  |             | -           | -           | 45     | 7      |
| Totale carriera            | Totale carriera            | Totale carriera            | 223        | 42         |                 | 20              | 6               |                    | 42                 | 5                  |             | 1           | 0           | 286    | 53     |

### Cronologia presenze e reti in nazionale
| Cronologia completa delle presenze e delle reti in nazionale ― Croazia | Cronologia completa delle presenze e delle reti in nazionale ― Croazia | Cronologia completa delle presenze e delle reti in nazionale ― Croazia | Cronologia completa delle presenze e delle reti in nazionale ― Croazia | Cronologia completa delle presenze e delle reti in nazionale ― Croazia | Cronologia completa delle presenze e delle reti in nazionale ― Croazia | Cronologia completa delle presenze e delle reti in nazionale ― Croazia | Cronologia completa delle presenze e delle reti in nazionale ― Croazia |
| Data                                                                   | Città                                                                  | In casa                                                                | Risultato                                                              | Ospiti                                                                 | Competizione                                                           | Reti                                                                   | Note                                                                   |
| ---------------------------------------------------------------------- | ---------------------------------------------------------------------- | ---------------------------------------------------------------------- | ---------------------------------------------------------------------- | ---------------------------------------------------------------------- | ---------------------------------------------------------------------- | ---------------------------------------------------------------------- | ---------------------------------------------------------------------- |
| 28-5-2017                                                              | Los Angeles                                                            | Messico                                                                | 1 – 2                                                                  | Croazia                                                                | Amichevole                                                             | -                                                                      | 90+3’                                                                  |
| 4-9-2021                                                               | Bratislava                                                             | Slovacchia                                                             | 0 – 1                                                                  | Croazia                                                                | Qual. Mondiali 2022                                                    | -                                                                      | 84’                                                                    |
| 11-11-2021                                                             | Ta' Qali                                                               | Malta                                                                  | 1 – 7                                                                  | Croazia                                                                | Qual. Mondiali 2022                                                    | 2                                                                      |                                                                        |
| 26-3-2022                                                              | Al Rayyan                                                              | Croazia                                                                | 1 – 1                                                                  | Slovenia                                                               | Amichevole                                                             | -                                                                      | 69’                                                                    |
| 29-3-2022                                                              | Al Rayyan                                                              | Croazia                                                                | 2 – 1                                                                  | Bulgaria                                                               | Amichevole                                                             | -                                                                      | 72’                                                                    |
| 3-6-2022                                                               | Osijek                                                                 | Croazia                                                                | 0 – 3                                                                  | Austria                                                                | UEFA Nations League 2022-2023 - 1º turno                               | -                                                                      | 58’                                                                    |
| 6-6-2022                                                               | Spalato                                                                | Croazia                                                                | 1 – 1                                                                  | Francia                                                                | UEFA Nations League 2022-2023 - 1º turno                               | -                                                                      | 63’                                                                    |
| 13-6-2022                                                              | Saint-Denis                                                            | Francia                                                                | 0 – 1                                                                  | Croazia                                                                | UEFA Nations League 2022-2023 - 1º turno                               | -                                                                      | 65’                                                                    |
| 22-9-2022                                                              | Zagabria                                                               | Croazia                                                                | 2 – 1                                                                  | Danimarca                                                              | UEFA Nations League 2022-2023 - 1º turno                               | 1                                                                      | 78’                                                                    |
| 25-9-2022                                                              | Vienna                                                                 | Austria                                                                | 1 – 3                                                                  | Croazia                                                                | UEFA Nations League 2022-2023 - 1º turno                               | -                                                                      | 18’                                                                    |
| 16-11-2022                                                             | Riad                                                                   | Arabia Saudita                                                         | 0 – 1                                                                  | Croazia                                                                | Amichevole                                                             | -                                                                      |                                                                        |
| 23-11-2022                                                             | Al Khawr                                                               | Marocco                                                                | 0 – 0                                                                  | Croazia                                                                | Mondiali 2022 - 1º turno                                               | -                                                                      | 79’                                                                    |
| 27-11-2022                                                             | Doha                                                                   | Croazia                                                                | 4 – 1                                                                  | Canada                                                                 | Mondiali 2022 - 1º turno                                               | 1                                                                      | 86’                                                                    |
| 1-12-2022                                                              | Al Rayyan                                                              | Croazia                                                                | 0 – 0                                                                  | Belgio                                                                 | Mondiali 2022 - 1º turno                                               | -                                                                      | 90+2’                                                                  |
| 5-12-2022                                                              | Al Wakrah                                                              | Giappone                                                               | 1 – 1 dts (1 – 3 dtr)                                                  | Croazia                                                                | Mondiali 2022 - Ottavi di finale                                       | -                                                                      | 99’                                                                    |
| 9-12-2022                                                              | Al Rayyan                                                              | Croazia                                                                | 1 – 1 dts (4 – 2 dtr)                                                  | Brasile                                                                | Mondiali 2022 - Quarti di finale                                       | -                                                                      | 106’                                                                   |
| 13-12-2022                                                             | Lusail                                                                 | Argentina                                                              | 3 – 0                                                                  | Croazia                                                                | Mondiali 2022 - Semifinale                                             | -                                                                      | 81’                                                                    |
| 17-12-2022                                                             | Al Rayyan                                                              | Croazia                                                                | 2 – 1                                                                  | Marocco                                                                | Mondiali 2022 - Finale 3º posto                                        | -                                                                      | 66’                                                                    |
| 25-3-2023                                                              | Spalato                                                                | Croazia                                                                | 1 – 1                                                                  | Galles                                                                 | Qual. Euro 2024                                                        | -                                                                      | 90+2’                                                                  |
| 28-3-2023                                                              | Bursa                                                                  | Turchia                                                                | 0 – 2                                                                  | Croazia                                                                | Qual. Euro 2024                                                        | -                                                                      | 84’                                                                    |
| 14-6-2023                                                              | Rotterdam                                                              | Paesi Bassi                                                            | 2 – 4 dts                                                              | Croazia                                                                | UEFA Nations League 2022-2023 - Semifinale                             | -                                                                      | 85’                                                                    |
| 18-6-2023                                                              | Rotterdam                                                              | Croazia                                                                | 0 – 0 dts (4 – 5 dtr)                                                  | Spagna                                                                 | UEFA Nations League 2022-2023 - Finale                                 | -                                                                      | 90+1’                                                                  |
| 11-9-2023                                                              | Erevan                                                                 | Armenia                                                                | 0 – 1                                                                  | Croazia                                                                | Qual. Euro 2024                                                        | -                                                                      | 74’                                                                    |
| 12-10-2023                                                             | Osijek                                                                 | Croazia                                                                | 0 – 1                                                                  | Turchia                                                                | Qual. Euro 2024                                                        | -                                                                      | 62’                                                                    |
| 15-10-2023                                                             | Cardiff                                                                | Galles                                                                 | 2 – 1                                                                  | Croazia                                                                | Qual. Euro 2024                                                        | -                                                                      |                                                                        |
| 18-11-2023                                                             | Riga                                                                   | Lettonia                                                               | 0 – 2                                                                  | Croazia                                                                | Qual. Euro 2024                                                        | 1                                                                      |                                                                        |
| 21-11-2023                                                             | Zagabria                                                               | Croazia                                                                | 1 – 0                                                                  | Armenia                                                                | Qual. Euro 2024                                                        | -                                                                      | 84’                                                                    |
| 23-3-2024                                                              | Il Cairo                                                               | Tunisia                                                                | 0 – 0 (4 – 5 dtr)                                                      | Croazia                                                                | Amichevole                                                             | -                                                                      | 68’ 90’                                                                |
| 26-3-2024                                                              | Il Cairo                                                               | Egitto                                                                 | 2 – 4                                                                  | Croazia                                                                | Amichevole                                                             | 1                                                                      |                                                                        |
| 3-6-2024                                                               | Fiume                                                                  | Croazia                                                                | 3 – 0                                                                  | Macedonia del Nord                                                     | Amichevole                                                             | 2                                                                      |                                                                        |
| 8-6-2024                                                               | Oeiras                                                                 | Portogallo                                                             | 1 – 2                                                                  | Croazia                                                                | Amichevole                                                             | -                                                                      | 54’                                                                    |
| 15-6-2024                                                              | Berlino                                                                | Spagna                                                                 | 3 – 0                                                                  | Croazia                                                                | Euro 2024 - 1º turno                                                   | -                                                                      |                                                                        |
| 19-6-2024                                                              | Amburgo                                                                | Croazia                                                                | 2 – 2                                                                  | Albania                                                                | Euro 2024 - 1º turno                                                   | -                                                                      | 46’                                                                    |
| 24-6-2024                                                              | Lipsia                                                                 | Croazia                                                                | 1 – 1                                                                  | Italia                                                                 | Euro 2024 - 1º turno                                                   | -                                                                      | 80’                                                                    |
| 6-6-2025                                                               | Faro                                                                   | Gibilterra                                                             | 0 – 7                                                                  | Croazia                                                                | Qual. Mondiali 2026                                                    | -                                                                      |                                                                        |
| Totale                                                                 |                                                                        | Presenze                                                               | 35                                                                     |                                                                        | Reti                                                                   | 8                                                                      |                                                                        |

## Palmarès

### Club

#### Competizioni nazionali
- Campionato croato: 3

Dinamo Zagabria: 2018-2019, 2019-2020, 2020-2021
- Coppa di Croazia: 1

Dinamo Zagabria: 2020-2021
- Supercoppa di Croazia: 1

Dinamo Zagabria: 2019